# Municipio de Erin (Illinois)
El municipio de Erin (en inglés: Erin Township) es un municipio ubicado en el condado de Stephenson en el estado estadounidense de Illinois. En el año 2010 tenía una población de 410 habitantes y una densidad poblacional de 8,72 personas por km².

## Geografía
El municipio de Erin se encuentra ubicado en las coordenadas 42°19′42″N 89°46′43″O / 42.32833, -89.77861. Según la Oficina del Censo de los Estados Unidos, el municipio tiene una superficie total de 47.01 km², de la cual 47,01 km² corresponden a tierra firme y (0 %) 0 km² es agua.

## Demografía
Según el censo de 2010, había 410 personas residiendo en el municipio de Erin. La densidad de población era de 8,72 hab./km². De los 410 habitantes, el municipio de Erin estaba compuesto por el 98,78 % blancos, el 0,24 % eran afroamericanos, el 0,24 % eran amerindios, el 0,24 % eran de otras razas y el 0,49 % eran de una mezcla de razas. Del total de la población el 1,22 % eran hispanos o latinos de cualquier raza.